# 제17회 제주영화제
제17회 제주영화제는 2021년 11월 28일에 열린 시상식이다.

## 수상 및 후보

### 제주트멍
- 섬이없는지도 - 김성은
- 메이 제주 데이 - 강희진
- 바다의 양식 - 고이든
- 쓸모 없는 녀석 - 김중회
- 저는 잘 있어요 - 문재웅

### 아일랜드시네마
- 코다 - 션 헤이더
- 자산어보 - 이준익
- 올드 - M. 나이트 샤말란

### 한국영화 초이스
- 모가디슈 - 류승완
- 미나리 - 정이삭
- 청춘 선거 - 민환기

### 특별전1
- 2046 - 왕가위
- 동사서독 리덕스 - 왕가위
- 아비정전 - 왕가위
- 열혈남아 - 왕가위
- 중경삼림 - 왕가위
- 타락천사 - 왕가위
- 화양연화 - 왕가위
- 해피 투게더 - 왕가위

### 특별전2
- 모던 타임즈 - 찰리 채플린
- 라임라이트 - 찰리 채플린
- 시티 라이트 - 찰리 채플린
- 위대한 독재자 - 찰리 채플린
- 키드 - 찰리 채플린
- 황금광시대 - 찰리 채플린